# Яблоков, Дмитрий Дмитриевич
Дмитрий Дмитриевич Я́блоков (1896—1993) — советский терапевт, учёный и клиницист. Академик АМН СССР / РАМН. Профессор кафедры факультетской терапевтической клиники Томского медицинского института. Герой Социалистического Труда. Лауреат Сталинской премии второй степени.

## Биография
Родился 1 (13 ноября) 1896 года в Уфе (ныне Башкортостан) в семье преподавателей.
В 1916 году после окончания Уфимской духовной семинарии (по другим сведениям — гимназии) поступил на медицинское отделение физико-математического факультета Пермского филиала Петроградского университета. С 1918 г. проходил военную службу фельдшером в Белой армии, с ноября 1919 года — в Рабоче-крестьянской Красной армии (РККА).
В 1920—1923 годах продолжил учёбу на медицинском факультете Томского университета. С 1923 года — научный сотрудник рентгеновского кабинета, ординатор факультетской терапевтической клиники, с 1931 года — доцент по курсу туберкулеза кафедры факультетской клиники. С 1936 года — заведующий кафедрой госпитальной терапевтической клиники, в 1941—1979 годах — заведующий кафедрой, с 1979 года профессор кафедры факультетской терапии ТГМИ имени В. М. Молотова.
Д. Д. Яблоков — выдающийся врач-клиницист, учёный и педагог, широко известный в стране и за рубежом. Основные направления научных исследований — фтизиатрия, пульмонология, краевая патология (описторхоз), клиническая фармакология (лекарственные травы Сибири), курортология. За многолетнюю трудовую деятельность создал в Сибири школы терапевтов, ревматологов, фтизиатров, специалистов курортного дела.
«Интересы больного превыше всего»
В 1925 году первым в Сибири применил лечебный пневмоторакс, в 1929 году выполнил работу на тему «Пневмоперитонеум, как лечебный и диагностический метод». В 1937 году защитил докторскую диссертацию на тему «О лечении солями золота туберкулеза легких и серозных оболочек».
В годы Великой Отечественной войны профессор Д. Д. Яблоков был главным терапевтом эвакогоспиталей Томска, а в клинике, возглавляемой Д. Д. Яблоковым, проходили испытания новые лечебные средства, полученные из лекарственных растений Сибири.
Наряду с большой лечебной и консультативной работой, он совместно с фармакологом профессором Н. В. Вершининым и ботаником профессором В. В. Ревердатто занимался научно-исследовательской работой по изучению и внедрению в практику целого ряда сердечных, гипотензивных, седативных и отхаркивающих средств из лекарственных растений Сибири.
Изучая курорты Сибири, в 1938 году Д. Д. Яблоков опубликовал научный труд «Курорт Лебяжье и его лечебные факторы». Принимал участие в исследовании бальнеологических свойств чажемтовской воды для использования при лечении функциональных нарушений нервной системы, гипертонической болезни, начальных форм атеросклероза, заболеваний опорно-двигательного аппарата и в гинекологической практике С 1960 года большое внимание уделял вопросам диагностики и лечения ревматизма, описторхоза и эхинококкоза.
Д. Д. Яблоков был консультантом и научным руководителем известных сибирских курортов — «Боровое», «Озеро Карачи», «Озеро Шира», «Чемал», «Лебяжье».
С 1987 года работал профессором-консультантом кафедры факультетской терапии ТГМИ.
Доктор медицинских наук, профессор, академик АМН СССР (1965; член-корреспондент с 1950; с 1992 — академик РАМН).
Депутат Верховного Совета РСФСР третьего и четвёртого созывов (1951—1959).
Умер 18 февраля 1993 года. Похоронен в Томске на кладбище Бактин.

## Труды
Академиком Яблоковым Д. Д. опубликовано свыше 250 научных работ, в том числе 17 монографий (« Клиника силикоза и силикотуберкулеза» (1962), «Бронхолегочные кровотечения и кровохарканья в клинике туберкулеза и внутренних болезней» (1971), «Туберкулез легких в сочетании с внутренними болезнями» (1976), «Описторхоз человека» (1979), «Избранные главы по частной терапии внутренних болезней» (1983, 1990, 1996)).
Под редакцией Дмитрия Дмитриевича вышло 15 сборников научных работ.
За монографию «Бронхолегочные кровотечения и кровохарканья в клинике туберкулеза и внутренних болезней» (1971) в 1971 году профессору Д. Д. Яблокову президиумом АМН СССР была присуждена премия и медаль имени С. П. Боткина.
Принимал активное участие в редакционной работе в Большой медицинской энциклопедии (2-е и 3-е издание) — был соредактором двух разделов («Внутренние болезни» и «фтизиатрия»), соавтором многотомных руководств по внутренним болезням и туберкулезу.
Д. Д. Яблоков подготовил 6 докторов и 39 кандидатов медицинских наук.

## Награды и звания
- Герой Социалистического Труда (6.11.1986) — за большие заслуги в области развития медицинской науки и охраны здоровья населения;
- три ордена Ленина (1956, 1976, 1986);
- орден Октябрьской революции (1971);
- два ордена Трудового Красного Знамени (1945, 1961);
- медали;
- Сталинская премия второй степени (1947) — за разработку методов извлечения новых лечебных препаратов из лекарственных растений Сибири и внедрение их в практику здравоохранения;
- заслуженный деятель науки РСФСР (1948);
- Золотая медаль имени С. П. Боткина (1971) — за монографию «Бронхолегочные кровотечения и кровохарканья в клинике туберкулеза и внутренних болезней» (1971);
- Почётный гражданин Томска (1968).

## Память
1.В Томске на здании Клинического корпуса первого в Сибири медицинского университета установлен горельеф Яблокову Дмитрию Дмитриевичу.
2. «Д.Д.Яблоков. Страницы в альбом памяти.»2017 год . Авторы Р.С.Карпов,В.А. Зыкова.170 стр.